# Похиленко Валентина Іванівна
Валентина Іванівна Похиленко (24 серпня 1917, місто Аккерман, тепер Білгород-Дністровський Одеської області — після 1995, місто Білгород-Дністровський Одеської області) — українська радянська діячка, майстер-коптильник Білгород-Дністровського консервного заводу Ізмаїльської (Одеської) області. Депутат Верховної Ради СРСР 3—5-го скликань.

## Біографія
Народилася в родині робітника. Закінчила шість класів школи. З юних років наймитувала в місцевих багатіїв у Бессарабії.
З 1935 року — робітниця Аккерманського (Білгород-Дністровського) рибокоптильного заводу.
З 1947 по 1972 рік — бригадир коптильного цеху, майстер-коптильник Білгород-Дністровського рибоконсервного заводу Ізмаїльської (з 1954 року — Одеської) області.
Член ВКП(б) з 1951 року.
Потім — на пенсії у місті Білгород-Дністровському Одеської області.

## Нагороди
- Грамота Президії Верховної Ради Української РСР (7.03.1960)
- медалі